# Polkowo (województwo mazowieckie)
Polkowo – wieś w Polsce położona w województwie mazowieckim, w powiecie węgrowskim, w gminie Stoczek. Ma status sołectwa.
W latach 1975–1998 miejscowość położona była w województwie siedleckim.